# Jüch
Jüch ist ein Ortsteil im Stadtteil Stadtmitte von Bergisch Gladbach. 

## Geschichte
Der Name Jüch überliefert einen frühneuzeitlichen Siedlungsnamen, der erstmals 1582 urkundlich als uf der Jüch aufgeführt wurde und im Urkataster als Auf der Jüchen im Bereich der heutigen Straße An der Jüch verzeichnet ist. Im 18. Jahrhundert nannte sich die kleine Hofstelle Jugger Gut. Sie gehörte der Familie von Gohr, die den Hof von einem Pächter bewirtschaften ließ.
Aus Carl Friedrich von Wiebekings Charte des Herzogthums Berg 1789 geht hervor, dass Jüch zu dieser Zeit Teil der Honschaft Gladbach im gleichnamigen Kirchspiel war.
Unter der französischen Verwaltung zwischen 1806 und 1813 wurde das Amt Porz aufgelöst und Jüch wurde politisch der Mairie Gladbach im Kanton Bensberg zugeordnet. 1816 wandelten die Preußen die Mairie zur Bürgermeisterei Gladbach im Kreis Mülheim am Rhein. Mit der Rheinischen Städteordnung wurde Gladbach 1856 Stadt, die dann 1863 den Zusatz Bergisch bekam.
Der Ort ist auf der Topographischen Aufnahme der Rheinlande von 1824 als Juch und auf der Preußischen Uraufnahme von 1840 als Auf der Jüchen verzeichnet. Ab der Preußischen Neuaufnahme von 1892 ist er auf Messtischblättern regelmäßig ohne Namen verzeichnet. 
| Jahr | Einwohner | Wohn- gebäude | Kategorie    | Bemerkung |
| ---- | --------- | ------------- | ------------ | --------- |
| 1822 | 6         |               | Hofstelle    |           |
| 1830 | 10        |               | Hofstelle    |           |
| 1845 | 12        | 1             | Ackergütchen |           |
| 1871 | 8         | 1             | Einzelhaus   | gen. Jügg |
| 1885 | 7         | 1             | Wohnplatz    |           |

In späteren Gemeindelexika ist Jüch nicht mehr einzeln aufgeführt.

## Etymologie
Das Wort Jüch leitet sich von dem mittelhochdeutschen jiuch (= 1 Joch Land) und lateinischen jugium (= das Joch) her. Es bezeichnet ein zusammenhängendes Stück Ackerland, das mit einem Joch Rinder, das heißt zwei vor einen Pflug gespannten Rindern, bearbeitet werden konnte. Diese Fläche entsprach etwa einem Morgen Land. Einer mundartlichen Deutung zufolge könnte es sich bei der Bezeichnung Jüch auch um ein Stück Land handeln, über das der Wind jücht (= jagt).